# Octonoba biforata
Octonoba biforata är en spindelart som beskrevs av Zhu, Sha och Chen 1989. Octonoba biforata ingår i släktet Octonoba och familjen krusnätsspindlar. Inga underarter finns listade i Catalogue of Life.